# Mogos Tuemay
Mogos Tuemay, né le 24 mai 1997, est un athlète éthiopien spécialiste des courses de fond.

## Biographie
Il est médaillé d'or du relais mixte des Championnats d'Afrique de cross-country 2018 à Chlef.
En 2022 il remporte les championnats d'Afrique sur 10 000 m à Saint-Pierre, succédant à son compatriote Jemal Yimer, sacré en 2018.

## Palmarès
| Date | Compétition            | Lieu         | Résultat | Épreuve  | Temps          |
| ---- | ---------------------- | ------------ | -------- | -------- | -------------- |
| 2022 | Championnats d'Afrique | Saint-Pierre | 1er      | 10 000 m | 29 min 19 s 01 |

### Records
| Épreuve       | Temps          | Lieu    | Date            |
| ------------- | -------------- | ------- | --------------- |
| 10 000 m      | 27 min 23 s 49 | Hengelo | 17 juillet 2019 |
| Semi-marathon | 1 h 0 min 11 s | Naples  | 27 février 2022 |